# تون حبيب عبد المجيد
تون حبيب عبد المجيد بن تون علي بن تون محمد (1637  - 27 يوليو 1697)  كان البندهارا التاسع عشر، (وهو ما يعادل الصدر الأعظم للدولة) في سلطنة جوهر خلال أواخر القرن السابع عشر. شهدت سلطنة جوهر تحت حكم السلطان محمود شاه الثاني تراجعًا تدريجيًا للسلطة الملكية، حيث كان تون حبيب عبد المجيد هو المهيمن على الأمور في البلاد باعتباره بندهارا جوهر، وامتد ذلك حتى احتكر نسله السلطة الشرعية على سلطنة جوهر بحلول تسعينيات القرن التاسع عشر. بعد وفاته سيطر أحفاد تون حبيب على جميع أنحاء سلطنة جوهر وأنشأوا بيوت حكم في رياو لينقا وجوهر وفهغ وترغكانو.

## بندهارا جوهر

### الصراع على السلطة
لم يكن معروفًا عن نشأة تون حبيب إلا أنه كان ابن مهراجا سري ديراجا، وأنه كان يتنافس على السلطة مع منافسه لقسامان تون عبد الجميل في عهد السلطان عبد الجليل شاه الثالث.
في عام 1677 عين السلطان إبراهيم شاه تون حبيب في منصب بندهارا جوهر. لكن سرعان ما تنافس مع اللقسامان الأكثر قوة وخبرة تون عبد الجميل. أسس تون عبد الجميل مركز قوته في رياو وأعلن استقلاله في عام 1685، وعين المناصب العليا لأفراد عائلته. أثارت هذه التعيينات غضب العديد من الرؤساء وكبار الوزراء، جمع تون حبيب وحلفائه جيشًا إلى تيرينجانو في عام 1688، وطرد تون عبد الجميل، وأعاد السلطان الشاب محمود شاه الثاني إلى جوهر.

### تثبيت موقعه
مات تون عبد الجميل، وأعاد تون حبيب تأكيد موقعه كبندهارا مرة أخرى. وكان السلطان الجديد صغيرًا جدًا وعديم الخبرة لممارسة سيطرة فعالة على شؤون جوهر. أقسم تون حبيب الولاء للسلطان الشاب، وفي أبريل 1691 زار أسطول من المرتزقة الهولنديين جوهر للاتفاق التجاري مع تون حبيب، لكنه رفضها بثبات بقوله أنه لم يوقع أي اتفاقيات بمفرده حتى يصل السلطان إلى سن النضج.
كان تون حبيب محبوبًا جدًا ومحترمًا بين رعاياه، قام تون حبيب بنقل عاصمة سلطة جوهر إلى كوتا تينجي. كما تولى مسؤولية شؤون الدولة بالوكالة. وتوفي تون حبيب في بادانج ساوجانا، بكوتا تينجي في 1697، ودفن هناك. خلفه نجله الأكبر تون عبد الجليل، كبندهارا جوهر، لكنه استطاع اعتلاء العرش بعد مقتل السلطان محمود شاه الثاني عام 1699 وحصل على لقب السلطان عبد الجليل شاه الرابع. وأصبح أول سلاطين سلالة بندهارا.